# Souhvězdí Lodi Argo

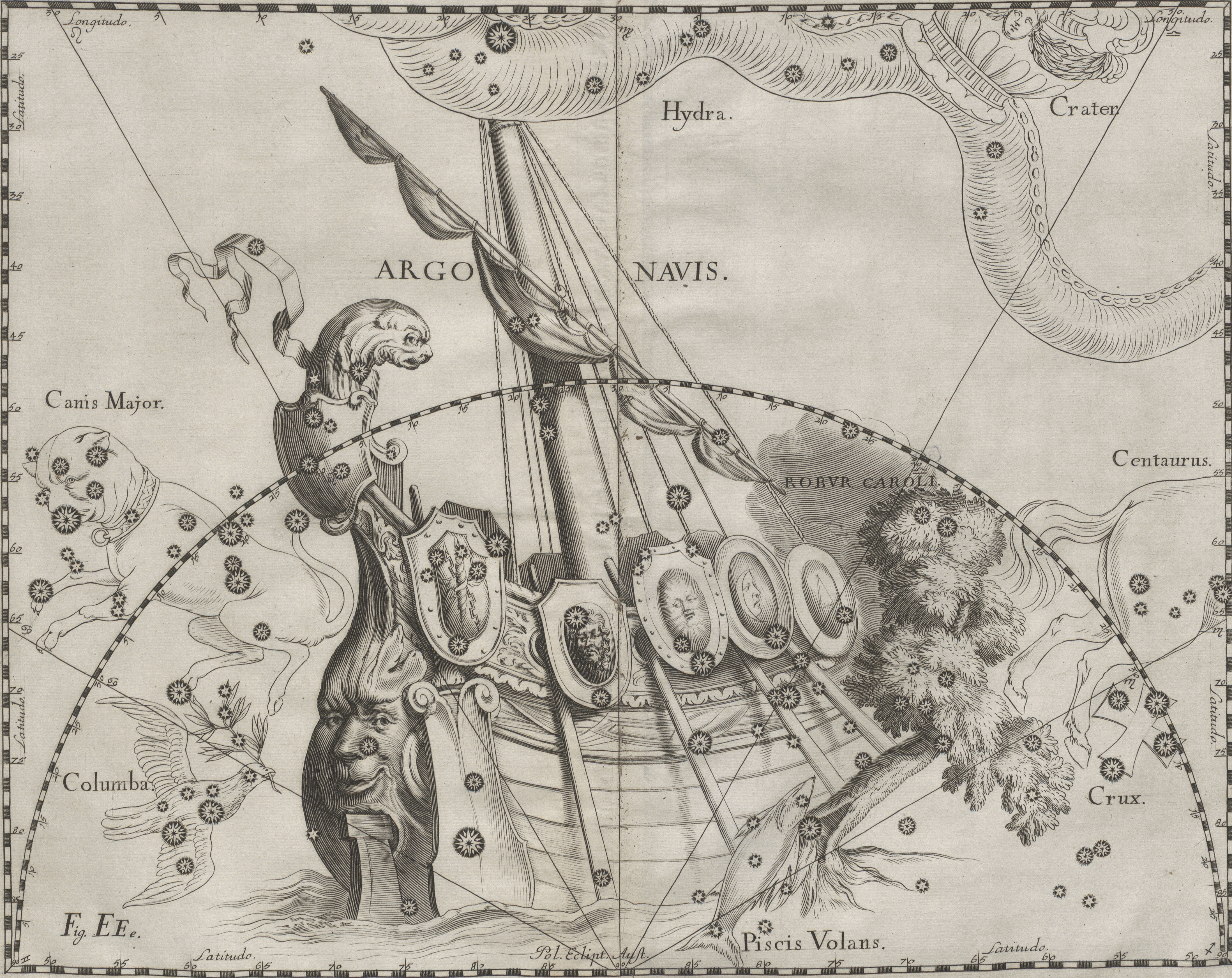
Souhvězdí Loď Argo z Heveliova atlasu Firmamentum Sobiescianum, sive Uranographia

Loď Argo (lat. Argo Navis) bylo velké souhvězdí jižní oblohy zobrazující Argó, loď, kterou používal Iásón a Argonauti na své cestě za zlatým rounem v řecké mytologii. Skládalo ze 4 částí: Kýl, Záď, Plachty a Lodní stožár. Souhvězdí rozdělil definitivně Nicolas-Louis de Lacaille. Poslední z nich změnil na Kompas.